# Working Class Hero
«Working Class Hero» (с англ. — «Герой рабочего класса») — песня Джона Леннона из его первого сольного альбома John Lennon/Plastic Ono Band (1970), выпущенного после распада The Beatles.

## Тема
Песня представляет собой комментарий/критику в адрес разницы между социальными классами. Он рассказывает историю о ком-то, выросшем в рабочем классе. Согласно словам Леннона в интервью с Яном Веннером для «Rolling Stone» в декабре 1970 года, речь идет о лицах из рабочего класса, обрабатываемых в средние классы, в машины.
Припев песни — это «A working class hero is something to be» (в переводе с англ. — «Быть героем рабочего класса — это нечто»).

## Звук
В записи песни принимал участие только Леннон, который пел и играл на акустической гитаре. Аккордовая последовательность очень проста. Тон и стиль песни похож на «Masters of War» и «North Country Blues» исполнителя Боба Дилана, музыка которого оказывала влияние на Леннона. Оба основаны на традиционной английской народной песне, «Nottamun Town», в аранжировке Джин Ричи. Запись состояла из двух разных дублей: звуки гитары и вокала меняются на 1:24 до куплета «When they’ve tortured and scared you.»

## Споры
В 1973 году представитель США Харли Оррин Стаджерс услышал эту песню, содержащую строки «'Til you’re so fucking crazy you can’t follow their rules» (рус. «Пока ты не сумасшедший, ты не можешь следовать их правилам») и «But you’re still fucking peasants as far as I can see» (рус. Но вы все ещё чертовы крепостные, насколько я вижу"), на радиостанции — и подал жалобу в Федеральную Комиссию по связи (FCC). Менеджер станции, Кен Слимен, под угрозой года тюремного заключения и $10,000 штрафа все же защитил свое решение проигрывать песню, говоря: «Люди из Вашингтона развиты достаточно, чтобы воспринять случайное слово из четырёх букв в контексте и не стать сексуально возбужденными, обиженными или расстроенными». Обвинения были сняты. Другие американские радиостанции, как и в случае Бостонской радиостанции, запретили песню за использование слова «fucking». В Австралии альбом был выпущен с удаленным из песни ругательством и текстом, подверженным цензуре.

## Кавер-версии
- Марианна Фейтфулл записала кавер на песню в альбоме Broken English (1979).
- Политик Мэрилин Уоринг из Новой Зеландии записала кавер на песню в 1980 году.
- Джерри Уильямс записал кавер на песню, вошедший в его альбом Working Class Hero, в 1984 году.
- Ричи Хейвенс записал кавер на песню, который вошёл в его альбом Richie Havens Sings Beatles and Dylan (1987).
- Blind Melon записали кавер на песню в ходе их последнего тура с Шенноном Хуком в качестве солиста в 1995 году.
- Группа Дэвида Боуи Tin Machine записала версию песни для их одноимённого дебютного альбома (1989).
- Синди Лопер записала кавер на песню для Lennon: A Tribute в 1992 году.
- Screaming Trees записали кавер для посвященного Леннону альбома Working Class Hero: A Tribute to John Lennon.
- Роджер Тейлор записал кавер на песню для его альбома Electric Fire (1998).
- Мэрилин Мэнсон записал кавер на стороне В сингла «Disposable Teens» (2000).
- Noir Désir записал кавер на песню, вошедшую в альбом 2000 года Liberté de Circulation'.
- Pain of Salvation вживую исполнили кавер на песню в 2001 году с Майком Портной из Dream Theater.
- Хилтон Валентайн записал кавер на песню, который вошёл в альбом 2004 года It’s Folk’n' Skiffle, Mate!.
- Группа Кирпичи записала кавер на песню, который вошёл в альбом 2004 года «Let’s Rock». Примечательно то, что обложка этого альбома напоминает обложку альбома «Let it be», группы The Beatles.
- Elbow записали кавер на песню для журнала Q в 2005 году.
- Оззи Осборн записал свою версию песни для альбома Under Cover (2005).
- The Academy Is... записал кавер на песню в 2006 году для их акустического мини-альбома From the Carpet.
- Green Day исполнили кавер на песню в рамках Instant Karma: The Amnesty International Campaign to Save Darfur (сборник каверов на песни Джона Леннон в исполнении различных артистов в пользу кампании международной амнистии с целью смягчить кризис в Дарфуре) в 2007 году. Он достиг 53-й позиции в Billboard Hot 100, 6-й в Canadian Hot 100, 8-й в Норвегии и 11-й в Швеции. Он также добился значительных успехов на рок-радио, заняв 10-ю позицию в чарте Modern Rock Tracks и 18-ю в чарте Mainstream Rock Tracks. Также в их песне «21st Century Breakdown» Green Day отдают дань уважения этой песне и самому Леннону строчкой «I never made it as a working class hero.».
- Manic Street Preachers записали кавер на песню в рамках альбома Send Away the Tigers (2007).
- Racoon записали кавер, вошедший в альбом Before You Leave (2008).
- Кори Фельдман записал кавер на эту песню во второй части своего альбома Angelic 2 the Core.
- Не позднее 2016 года песню в русском переводе исполнила группа Аркадий Коц.
- Группа Сплин исполняет эту песню на концертах.
- Вольный русский перевод под названием «Рабочий класс мира» вошел в альбом «Let’s Rock!» группы «Кирпичи».